# Hombori
Hombori è un comune rurale del Mali facente parte del circondario di Douentza, nella regione di Mopti.

## Geografia fisica
Nel so territorio si trova l'Hombori Tondo, che con i suoi 1.155 metri s.l.m. è la montagna più elevata del Mali.